# Jan Zeldenrust

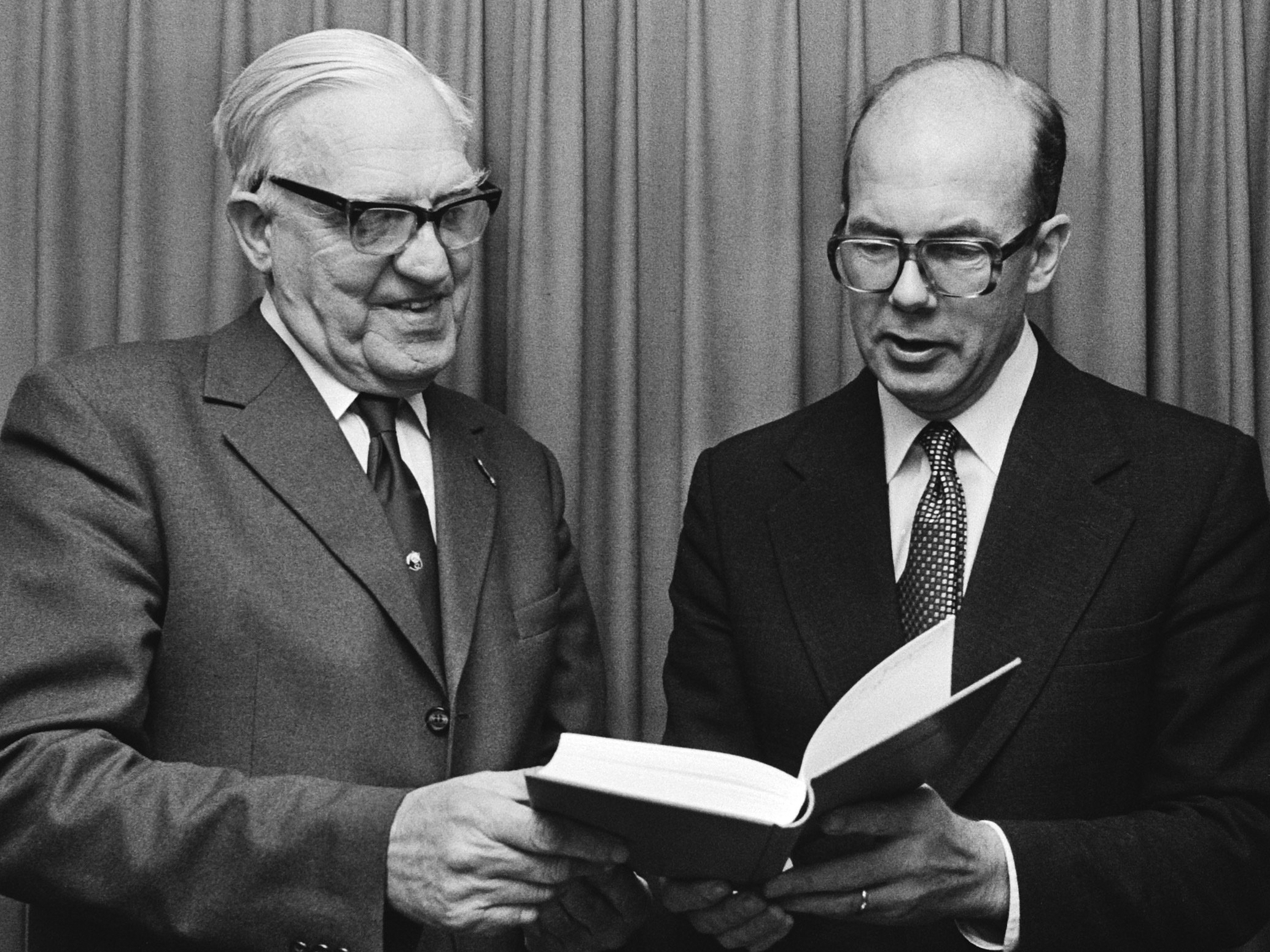
Jan Zeldenrust (l.) en Job de Ruiter (1978)

Jan Zeldenrust (Groningen, 5 april 1907 – Den Haag, 5 juni 1990) was decennialang Nederlands bekendste patholoog-anatoom.
In 1925 deed hij eindexamen aan de Rijks-HBS. Aanvankelijk dacht hij aan de 'indologische'studie, de opleiding tot bestuursambtenaar in Nederlands-Indië. Het werd medicijnen en in 1933 behaalde hij zijn artsdiploma. Hij begon vervolgens aan de opleiding tot patholoog-anatoom en promoveerde op 26 oktober 1934 in Groningen. Begin 1936 ging hij naar Leiden en voltooide daar zijn opleiding. Eind 1946 ging hij naar Twente om secties te doen in ziekenhuizen.
In 1948 ging hij werken bij het Gerechtelijk Laboratorium (later hernoemd tot Gerechtelijk Natuurwetenschappelijk Laboratorium) onder leiding van de criminoloog Wiebo Froentjes. In 1951 werd Zeldenrust directeur van het toen opgerichte Gerechtelijk Geneeskundig Laboratorium (later het Laboratorium voor Gerechtelijke Pathologie), dat gevestigd was in hetzelfde gebouwencomplex in eerst Den Haag en vanaf 1972 in Rijswijk. Hij hield zich daar vooral bezig met de gerechtelijke geneeskunde. Pas in 1984 ging de intussen 77-jarige Zeldenrust met pensioen waarbij hij werd opgevolgd door Martin Voortman. In 1999 gingen beide organisaties samen onder de naam Nederlands Forensisch Instituut.
Bij berichten over moordzaken in de media werd hij vaak genoemd, bijvoorbeeld 'De politie wacht op het resultaat van de sectie door de patholoog-anatoom, dr. Zeldenrust' zodat het grote publiek zeer vertrouwd raakte met zijn naam. 
In interviews kwam hij naar voren als een laconieke man met een passie voor zijn vak, die zeer zorgvuldig en droog formuleerde. Maar hij zei ook best wel eens een (lekker) gifmoordje te willen onderzoeken om optimaal zijn vakkennis te kunnen beoefenen. Hij verrichtte circa 18.000 secties. Hij was ridder in de orde van de Nederlandse Leeuw.

## Trivia
- In de boeken van Appie Baantjer over De Cock is de patholoog-anatoom dr. Rusteloos gebaseerd op dr. Jan Zeldenrust, omdat Baantjer als rechercheur weleens met hem te doen had.
- In de drie seizoenen durende Nederlandse politieserie Unit 13 wordt een doodsoorzaak ontdekt, nadat de patholoog-anatoom een boek van professor Zeldenrust heeft geconsulteerd. Men vindt nicotine in een slachtoffer dat nooit gerookt heeft.